# Торпеден апарат
Торпеден апарат (преди Минен апарат) е установка за стрелба с торпеда и тяхното съхранение.

## История
Най-разпространени са торпедните апарати с тръбна конструкция. Отвън тръбата се разполагат устройствата за изстрелване, приборите за дистанционно въвеждане на данни в торпедото, контролните прибори, стоперните устройства и спусъкът за активиране на механизмите на торпедото.
Торпедата се изстрелват чрез сгъстен въздух от бутилки под налягане или от налягането на изгорелите газове на стартов барутен заряд.
Чрез торпедните си апарати подводниците са способни да поставят морски мини, да изстрелват крилати ракети.
Видове торпедни апарати на надводните кораби:
- Неподвижно закрепени.
- Подвижни.
- С фиксиран ъгъл на стрелбата.
- Носочваеми.

Торпедните апарати на надводните кораби могат да имат от една до пет тръби.
На подводниците торпедните апарати са неподвижно закрепени в носовата и кърмовата част на корпуса. Служат за изстрелване както на самите торпеда, така и за пускане на ракето-торпеда, крилати ракети, в отделни случаи за изстрелване на безпилотни летателни апарати. В аварийни условия торпедните апарати могат да се използват за евакуация на екипажа от подводната лодка.